# Pleurodema bibroni
Pleurodema bibroni es una especie  de anfibios de la familia Leptodactylidae.

## Distribución geográfica
Se encuentra en Brasil, Uruguay y, posiblemente, en la Argentina.

## Estado de conservación
Se encuentra amenazada de extinción por la pérdida de su hábitat natural.